# Juste Crépin Gondo
 (septembre 2024).
Pour les articles homonymes, voir Gondo (homonymie).
Juste Crépin Gondo est un Youtubeur, entrepreneur et blogueur web d'origine ivoirienne.

## Biographie

### Enfance, éducation et débuts
Juste Crépin Gondo a grandi dans une famille recomposée. Chassé par sa belle-mère, il se retrouve enfant de la rue et est recueilli par une famille d'adoption.

« J'ai fait des semaines sans me laver. Je mangeais les restes des poubelles. J'étais obligé de squatter les kiosques pour prendre les restants des gens.
Dans la rue, je me sentais accepté comme je suis. Je me sentais respecté. J'étais dans un cadre où je me sentais à l'aise, où je ne sentais pas de pression, où j'étais aimé. C'est triste, mais il y a des familles où tu ne sens pas aimé. Tu trouves l'amour sincère au-dehors.
Je suis l'exemple qui montre qu'on peut passer par la rue et devenir une personnalité publique, un modèle et une personne épanouie. »

### Carrière
Juste Crépin Gondo est un blogueur, web-entrepreneur, entrepreneur digital, chef de l’entreprise Constellation Africa qui est réputé pour sa critique, sa verve et son franc-parler sur des abus et des sujets brûlants de l’actualité ivoirienne dans ses vidéos,,,,,,,.
Il se définit comme créateur de contenus dans un métier qui nourrit son homme qui s'y prend au sérieux.
Il fait partie des influenceurs cooptés par le Comité d'Organisation de la CAN en Côte d'Ivoire,.